# Everybody's Talking About Jamie
Everybody's Talking About Jamie és un musical amb música de Dan Gillespie Sells i llibret i lletres de Tom MacRae. El musical està inspirat en el documental televisiu del 2011 Jamie: Drag Queen at 16 dirigit per Jenny Popplewell. El musical segueix un adolescent de setze anys mentre supera els prejudicis, es baralla amb els assetjadors i surt de la foscor per esdevenir drag queen.

## Produccions

### Sheffield i West End (2017– actualitat)
El musical es va estrenar al Crucible Theatre, a Sheffield, el 13 de febrer de 2017, després de la preestrena del 8 de febrer, i va acabar la seva curta durada el 25 de febrer, dirigit per Jonathan Butterell. El musical es va traslladar a l'Apollo Theatre del West End londinenc a partir del 6 de novembre de 2017, amb la majoria de l'elenc del teatre Crucible. L'espectacle es va aturar el 17 de març de 2020 com a conseqüència de la pandèmia del COVID-19. L'espectacle va tornar el 12 de desembre de 2020, amb mesures de distanciament.

### Gira pel Regne Unit (2020-actualitat)
El 8 de febrer de 2020 va començar una gira pel Regne Unit, sue es va estrenar al Lyceum Theatre de Sheffield amb Layton Williams i Shane Richie (després de protagonitzar la producció del West End). No obstant això, al març del 2020 a causa de la pandèmia COVID-19, la gira es va reprogramar per continuar des de la darreria de 2020.

### Gira australiana (2020-actualitat)
Una gira australiana era prevista a partir del 18 de juliol de 2020 a l' Opera de Sydney abans d'anar al Sydney Coliseum Theatre i altres teatres majors d'Austr`àlia. Per la pandèmia de la covid, va caldre reprogrammar-la.

## Sinopsi

### Acte primer
La senyoreta Hedge, professora, pregunta a la seva sorollosa classe de setze anys què volen ser quan es facin grans. Un alumne, Jamie New, es burla de la seva homosexualitat i revela que vol ser una drag queen («And You Don't Even Know It»). Quan se li demana, Jamie li diu a la classe que vol ser intèrpret, però la senyoreta Hedge li diu que torni a la realitat.
A casa, Margaret, la seva mare, i l'amic de la família Ray preparen la festa del seu setzè aniversari. Quan Jamie hi arriba, Margaret li dona una targeta del seu pare, amb la foto d'un auto de competició. Després Margaret li regala un parell de sabates de talons alts vermells del centre comercial de Meadowhall. Jamie dubta si gosarà sortir del seu jardí amb les sabates («Wall in My Head»).
L'endemà a l'escola, Jamie mostra els talons nous al seu millor amic Pritti, i després és interromput per Dean, l'assetjador de l'escola. Es burla de Pritti per ser musulmà i de Jamie per ser gai. Jamie es burla de Dean pel seu petit penis a canvi. Avergonyit, Dean se'n va. Pritti anima Jamie a anar a ballar amb un vestit («Spotlight»). Després, Jamie desfila per l'aula amb els talons («Spotlight» (repetició) («Star of the Show)»).
A la botiga local de vestits de drag queen, Victor's Secret, Jamie es fa amic del propietari Hugo i aprèn tot sobre el passat d'Hugo com a drag queen («The Legend of Loco Chanelle (and the Blood Red Dress)»). Hugo reserva el primer espectacle de drag de Jamie a la discoteca local i ajuda Jamie a triar el seu vestit («The Legend of Loco Chanelle (and the Blood Red Dress)» (repetició)).
Mentrestant, Margaret es troba amb el pare de Jamie, on revela que li ha mentit a Jamie sobre l'activitat del seu pare, incloent el fet que ha d'escriure una targeta d'aniversari d'ell cada aniversari. El pare de Jamie diu a Margaret que no vol tenir res a veure amb Jamie, perquè no és un «noi de debò». Margaret es planteja com seria la seva vida si no hagués de veure mai més el pare de Jamie («If I Met Myself Again»).
A l'escola, Jamie arrossega Pritti a un vàter espatllat perquè pugui ajudar-se a maquillar-se. Són descoberts per la senyoreta Hedge, però Pritti li diu que fa el maquillatge de Jamie per a un projecte artístic. La senyoreta Hedge diu a Jamie que hauria d'estar orgullós de ser un projecte artístic i el passeja per l'escola maquillat. Jamie, inicialment avergonyit per l'atenció, comença sentint-se orgullós de si mateix, i diu a l'escola que donarà un espectacle de drag a la discoteca local Legs Eleven, aquella nit («Work of Art»).
Fora de Legs Eleven, Jamie topa amb Dean, que l'anomena una persona desagradable. Dins del club, Margaret i Ray són presentats a un grup de drag queens: Laika Virgin, Tray Sophisticay i Sandra Bollock. Hugo sorgeix, ara vestit de Loco Chanelle, el seu alter ego. Jamie corre per dir-les a tots que no pot continuar pel que va dir Dean. Jamie troba el vestit que admirava a Victor's Secret al seu vestidor, amb una etiqueta que diu «T'estimo, ton pare», així com un ram de flors enviat per son pare. Loco Chanelle, amb l'ajut de les altres drag queens, anima Jamie a trobar el seu propi nom d'artista, Jamie tria el nom de Mimi Me. Chanelle el prepara i l'empeny a l'escenari («Over the Top»)

### Acte segon
L'endemà, l'escola en va plena sobre el debut de Jamie («Everybody's Talking About Jamie»). Jamie hi entra amb ombra d'ulls de color blau brillant i pestanyes llargues. Miss Hedge li diu una vegada més a Jamie que «sigui real» i Dean es burla de Jamie, però Jamie el besa com a represàlia, la qual cosa deixa Dean confós.
A casa, Jamie mostra a Margaret i Ray el seu nou vestit de ball, ara escurçat i equipat amb llums intermitents. Margaret es preocupa si això no és un xic massa («Limited Edition Prom Night Special»). El telèfon sona i Jamie i Margaret són cridats a l'escola.
Jamie, Margaret i Ray van a l'escola per trobar-se amb la senyoreta Hedge, que diu a Jamie que hi ha hagut rumors de que ell assistirà a un ball de gala i ella no ho permet. Jamie està decebut i Dean sembla saber-ne més.
A l'habitació de Pritti, Jamie diu a Pritti que no pot anar al ball vestit de drag. Pritti diu a Jamie que es vesteixi amb un vestit i no com a drag. Jamie diu que sense Mimi Me és lleig. Pritti tranquil·litza Jamie que està lluny de ser lleig («It Means Beautiful»). Jamie revela que quan tenia vuit anys, el seu pare el va trobar travestit i es va enfadar. Després es mostrà confós per què ara el pare li va pagar el vestit i li va comprar flors. Pritti suggereix que Jamie vagi a casa seva i parli amb ell. Abans de marxar, Jamie fa un petó a Pritti a la galta («It Means Beautiful» (repetició)).
A casa del pare de Jamie, aquest diu que no en sabia res de Mimi Me i que Jamie és repugnant. Diu a Jamie que no va pagar el vestit ni les flors. Jamie esbrina que era la seva mare que havia fet tot això al lloc del seu pare («Ugly in This Ugly World»).
A casa, Jamie discuteix amb Margaret per què ha mentit durant tots aquests anys. Jamie crida a la cara de Margaret i surt. Margaret, que queda sola, canta sobre com sempre estimarà Jamie, passi el que passi («He's My Boy»).
Jamie vaga pels carrers borratxo de sidra. Se li acosten tres nois locals i és apallissat mentre criden comentaris homòfobs. («And You Don't Even Know It» (Bus Station repetició)). Jamie és defensat per Hugo, que insta Jamie a tornar a casa i demanar perdó a la seva mare.
Jamie accepta els consells d'Hugo i Margaret i Jamie es disculpen mútuament («My Man, Your Boy»).
Al ball, tots els nens són molt emocionats («Prom Song»). Entra Pritti, amb maquillatge i vestit de graduació. Encanta totes les noies, però Dean decideix intimidar-la. Finalment es defensa amb Dean i després revela a Jamie, amb un vestit de ball blanc. Miss Hedge surt de l'escola i no deixa entrar Jamie al ball de graduació. Tots els nens es queden fora i canten el nom de Jamie fins que Miss Hedge es rendeix i al cap i a la fi el deixa entrar. Jamie espera fins que tothom hi hagi entrat i després crida a Dean del fora de l'escenari. Jamie anima a Dean a ser simpàtic només per una nit, Dean hi està d'acord, i entren al ball mà a mà («Finale»).
Com a bis, la tropa canta «Out of the Darkness (A Place Where We Belong)».

## Números musicals
| Primer acte - «And You Don't Even Know It» – Jamie, Miss Hedge & Year 11 - «And You Don't Even Know It Tag» - Jamie - «The Wall in My Head» – Jamie - «Spotlight» – Pritti & Year 11 Girls - «Spotlight (Reprise) (Star of the Show)» – Jamie & Pritti - «The Legend of Loco Chanelle (and the Blood Red Dress)» – Hugo & the Legs Eleven Girls - «The Legend of Loco Chanelle (and the Blood Red Dress)» (Reprise) – Hugo - «If I Met Myself Again» – Margaret - «Work of Art» – Miss Hedge, Jamie, Dean & Year 11 - «Over the Top» – Hugo & the Legs Eleven Girls | Segon acte - «Everybody's Talking About Jamie» – Year 11 - «Limited Edition Prom Night Special» – Jamie, Ray & Margaret - «It Means Beautiful» – Pritti - «It Means Beautiful» (Reprise) – Pritti - «Ugly in This Ugly World» – Jamie - «He's My Boy» – Margaret - «And You Don't Even Know It» (Bus Station Reprise) – Jamie - «My Man, Your Boy» – Jamie & Margaret - «The Prom Song» – Year 11 - «Finale» – Company - «Out of the Darkness (A Place Where We Belong)» – Company |

## Personatges i repartiments principals
| Personatge                     | Sheffield (2017)   | West End (2017)              | Gira pel Regne Unit (2020) |
| ------------------------------ | ------------------ | ---------------------------- | -------------------------- |
| Jamie New                      | John McCrea        | John McCrea                  | Layton Williams            |
| Margaret New                   | Josie Walker       | Josie Walker                 | Amy Ellen Richardson       |
| Pritti Pasha                   | Lucie Shorthouse   | Lucie Shorthouse             | Sharan Phull               |
| Leigh/Ray†                     | Mina Anwar         | Mina Anwar                   | Shobna Gulati              |
| Hugo Battersby / Loco Chanelle | Charles Dale       | Phil Nichol                  | Shane Richie               |
| Miss Hedge                     | Tamsin Carroll     | Tamsin Carroll               | Lara Denning               |
| Dean Paxton                    | Luke Baker         | Luke Baker                   | George Sampson             |
| Becca                          | Gabrielle Brooks   | Lauran Rae                   | Talia Palamathanan         |
| Bex                            | Harriet Payne      | Harriet Payne                | Jessica Meegan             |
| Fatimah                        | Courtney Bowman    | Courtney Bowman              | Jodie Knight               |
| Vicki                          | Kirstie Skivington | Kirstie Skivington           | Kazmin Borrer              |
| Mickey                         | Barney Hudson      | Ryan Hughes                  | Ellis Brownhill            |
| Sayid                          | Kush Khanna        | Jordan Cunningham            | Adam Taylor                |
| Cy                             | Shiv Rabheru       | Shiv Rabheru                 | Richard Appiah-Sarpong     |
| Levi                           | Daniel Davids      | Daniel Davids                | Simeon Beckett             |
| Sandra Bollock                 | Raj Ghatak         | Daniel Jacob/Vinegar Strokes | Cameron Johnson            |
| Tray Sophisticay               | James Gillan       | James Gillan                 | Rhys Taylor                |
| Laika Virgin                   | Spencer Stafford   | Alex Anstey/Vileda Moppe     | John Paul McCue/Mary Mac   |
| Wayne New                      | Spencer Stafford   | Ken Christiansen             | Cameron Johnson            |

† El personatge Leigh de la producció de Sheffield va canviar el nom de Ray pel trasllat al West End.
El personatge de 'Wayne New' no rep cap nom en la producció escènica; es va prendre una decisió artística per acreditar els actors com a "Jamie's Dad".

### Substitucions notables al West End
- Jamie: Layton Williams[10]
- Ray: Shobna Gulati[11]
- Hugo: Lee Ross,[12] Shane Richie,[13] Bianca Del Rio,[14] Bill Ward,[15] Rufus Hound[16]
- Miss Hedge: Michelle Visage,[17] Hayley Tamaddon,[18] Faye Tozer,[19][20] Rita Simons,[21] Preeya Kalidas,[22] Katy Brand[23]

## Recepció crítica
El musical va rebre crítiques generalment positives.
Ann Treneman de The Times, comentant després de confirmar la seva carrera al West End, va exclamar: «Li vaig donar cinc estrelles molt rares. En el moment que va acabar, tota l'audiència es va aixecar com una. Crec que té un impacte d'igual motiu que Dear Evan Hansen, el musical que acaba d'arrasar als premis Tony a la ciutat de Nova York, és un èxit tan gran». Posteriorment, va afirmar que «Això és un material de gran èxit i que mereixia l'oportunitat de posar les seves coses a l'avinguda Shaftesbury. Ara ho té».
Clare Brennan, de The Observer, va afirmar que "al drama no li falta res, però la pura exuberància comporta aquesta història de la majoria d'edats […] Dit això, aquesta és una producció commovedora, divertida i alegre.» Dominic Cavendish al The Daily Telegraph, diu: «No puc pensar en un musical que m'hagi donat la volta correcta (com un disc, un nadó) tant com aquest divertit i escandalós, espectacle commovedor, però oh-my-word, que fa onejar la bandera de l'ordinador […] L'espectacle us envia a una bombolla de felicitat per sentir-se bé. Penseu-hi massa i la bombolla es fa punxar».
Mark Shenton, de The Stage, va pensar molt en el programa: «Tothom hauria de parlar aviat de Everybody's Talking About Jamie. Aquest nou musical britànic és, alhora, valent i escandalós».

## Enregistraments

### Àlbum conceptual (2017)
Un àlbum titulat Everybody's Talking About Jamie (The Concept Album) va ser llançat el 15 de febrer de 2017 per Wilton Way Records, amb John McCrea de la producció de Sheffield. També va incloure veus de Sophie Ellis-Bextor, Betty Boo, Dan Gillespie Sells i Josie Walker.

### Àlbum original del repartiment del West End (2018)
El 27 d'abril de 2018, Everybody's Talking About Jamie (Original West End Cast Recording), amb tots els membres del repartiment de West End i temes del musical, es va poder comprar en CD i online a través de Broadway Records.

## Filmació a l'escenari en viu
El 5 de juliol de 2018, el musical es va emetre en directe a cinemes del Regne Unit i Irlanda.

## Adaptació cinematogràfica
El maig del 2018 es va anunciar que el musical s'estava adaptant a un llargmetratge. El juny de 2019, es va anunciar que la pel·lícula seria distribuïda per 20th Century Fox. Després de diversos retards, estava previst que fos alliberat el 26 de febrer de 2021 abans de retardar-se indefinidament.
El repartiment cinematogràfic inclou a Max Harwood com a Jamie; Sarah Lancashire com a Margaret; Richard E. Grant com a Hugo i Shobna Gulati com a Ray. Altres del repartiment de la pel·lícula són Lauren Patel; Layton Williams; Sharon Horgan; Ralph Ineson; John McCrea; Samuel Bottomley; Lewis & James Sharp (Els bessons aguts); Ramzan Miah; Zane Alsaroori i Noah Leggott.

## Premis i nominacions

### Original West End production
| Any  | Premi                         | Categoria                                     | Nominat | Resultat  |
| ---- | ----------------------------- | --------------------------------------------- | --- | --------- |
| 2017 | Premi Attitude Culture        | Premi Attitude Culture                        | Premi Attitude Culture                                                                                                   | Guanyador |
| 2017 | Premi Critics' Circle Theatre | Novell més prometedor                         | John McCrea | Guanyador |
| 2018 | Premis WhatsOnStage           | Millor musical nou                            | Millor musical nou | Guanyador |
| 2018 | Premis WhatsOnStage           | Millor actor en un musical                    | John McCrea | Guanyador |
| 2018 | Premis WhatsOnStage           | Millor actriu en un musical                   | Josie Walker | Nominat   |
| 2018 | Premis WhatsOnStage           | Millor actriu de repartiment en un musical    | Lucie Shorthouse | Guanyador |
| 2018 | Premis Laurence Olivier       | Millor Musical Nou                            | Millor Musical Nou | Nominat   |
| 2018 | Premis Laurence Olivier       | Millor Actor de Musical                       | John McCrea | Nominat   |
| 2018 | Premis Laurence Olivier       | Millor Actriu de Musical                      | Josie Walker | Nominat   |
| 2018 | Premis Laurence Olivier       | Millor Coreògraf teatral                      | Kate Prince | Nominat   |
| 2018 | Premis Laurence Olivier       | Èxit més destacat en música                   | Música i orquestracions de Dan Gillespie Sells, el seu debut com a compositor de teatre i orquestrador al Apollo Theatre | Nominat   |
| 2019 | WhatsOnStage Awards           | Millor espectacle del West End                | Millor espectacle del West End                                                                                           | Nominat   |
| 2019 | WhatsOnStage Awards           | Millor enregistrament de repartiment original | Millor enregistrament de repartiment original                                                                            | Guanyador |